# المعذر
المعذر هي بلدية ودائرة في ولاية باتنة بالجزائر.

## أعلام
- كاتشو

## روابط خارجية
- بلدية المعذر على موقع ولاية باتنة.